# زرشک کشتزار
زرشک کشتزار (نام علمی: Berberis agricola) نام یک گونه از سرده زرشک است.